# Marc Bardon-Damarzid
Marc Bardon-Damarzid, né le 4 décembre 1907 et mort le 17 octobre 1993, est un avocat et homme politique français.

## Biographie
Il est choisi le 5 octobre 1944 comme adjoint au maire de Périgueux, chargé des affaires sociales. Au lendemain des municipales de 1945, il siège pendant 25 ans au conseil municipal, et refusera toujours d'être candidat aux fonctions de maire ou d'adjoint.
Initialement de tendance radicale, il se rapproche du mouvement gaulliste et devient finalement le président d'honneur de l'Union gaulliste de la Dordogne.

## Détail des fonctions et des mandats
Mandats parlementaires
- 8 décembre 1946 - 7 novembre 1948 : Sénateur de la Dordogne
- 7 novembre 1948 - 19 juin 1955 : Sénateur de la Dordogne

## Ouvrages
- L'indemnisation des accidentés du travail (avec Claude Woog). Éditions des Presses modernes, Paris, 1938  (ISBN 9782307665267).